# Косаково (Поморське воєводство)
Косаково (пол. Kosakowo, нім. Kossakau) — село в Польщі, у гміні Косаково Пуцького повіту Поморського воєводства.
Населення — 988 осіб (2011).
У 1975-1998 роках село належало до Гданського воєводства.

## Демографія
Демографічна структура станом на 31 березня 2011 року:
|          | Загалом | Допрацездатний вік | Працездатний вік | Постпрацездатний вік |
| -------- | ------- | ------------------ | ---------------- | -------------------- |
| Чоловіки | 497     | 128                | 331              | 38                   |
| Жінки    | 491     | 106                | 316              | 69                   |
| Разом    | 988     | 234                | 647              | 107                  |